# Cydistus nigripennis
Cydistus nigripennis är en skalbaggsart som beskrevs av Wittmer 1979. Cydistus nigripennis ingår i släktet Cydistus och familjen Rhagophthalmidae. Inga underarter finns listade i Catalogue of Life.